# Tsanteleina
Tsanteleina – szczyt w Alpach Graickich, części Alp Zachodnich. Leży na granicy między Włochami (region Dolina Aosty) a Francją (region Owernia-Rodan-Alpy). Należy do Grupy Grande Sassière i Rutor. Szczyt można zdobyć ze schroniska Rifugio Gian Federico Benevolo (2285 m) od strony włoskiej. Szczyt otaczają lodowce Goletta i Tsanteleina.